# قرار مجلس الأمن التابع للأمم المتحدة رقم 2105
قرار مجلس الأمن التابع للأمم المتحدة رقم 2105، المتخذ بالإجماع في 5 يونيو 2013.

## روابط خارجية
- نص القرار في undocs.org